# 키미 (래퍼)
키미(1993년 4월 21일 ~ )는 대한민국의 래퍼다. 2020년 정규 앨범 [약한세상]으로 정식 데뷔했다.

## 학력
- 경희대학교 경영학과

## 방송
- 방구석 래퍼 (2022) - Top16(13위)

## 음반
- Purple Color Planet (2019)
- TRIPP (2019)
- How you feel (2019)
- 웃어 (2019)
- Rock'n rollas (2019)
- LOV3 (2020)
- 약한세상 (2020)
- Nothin' (2021)

## 피처링
- 염따 - 시러 REMIX (2018)